# Franz Grashof

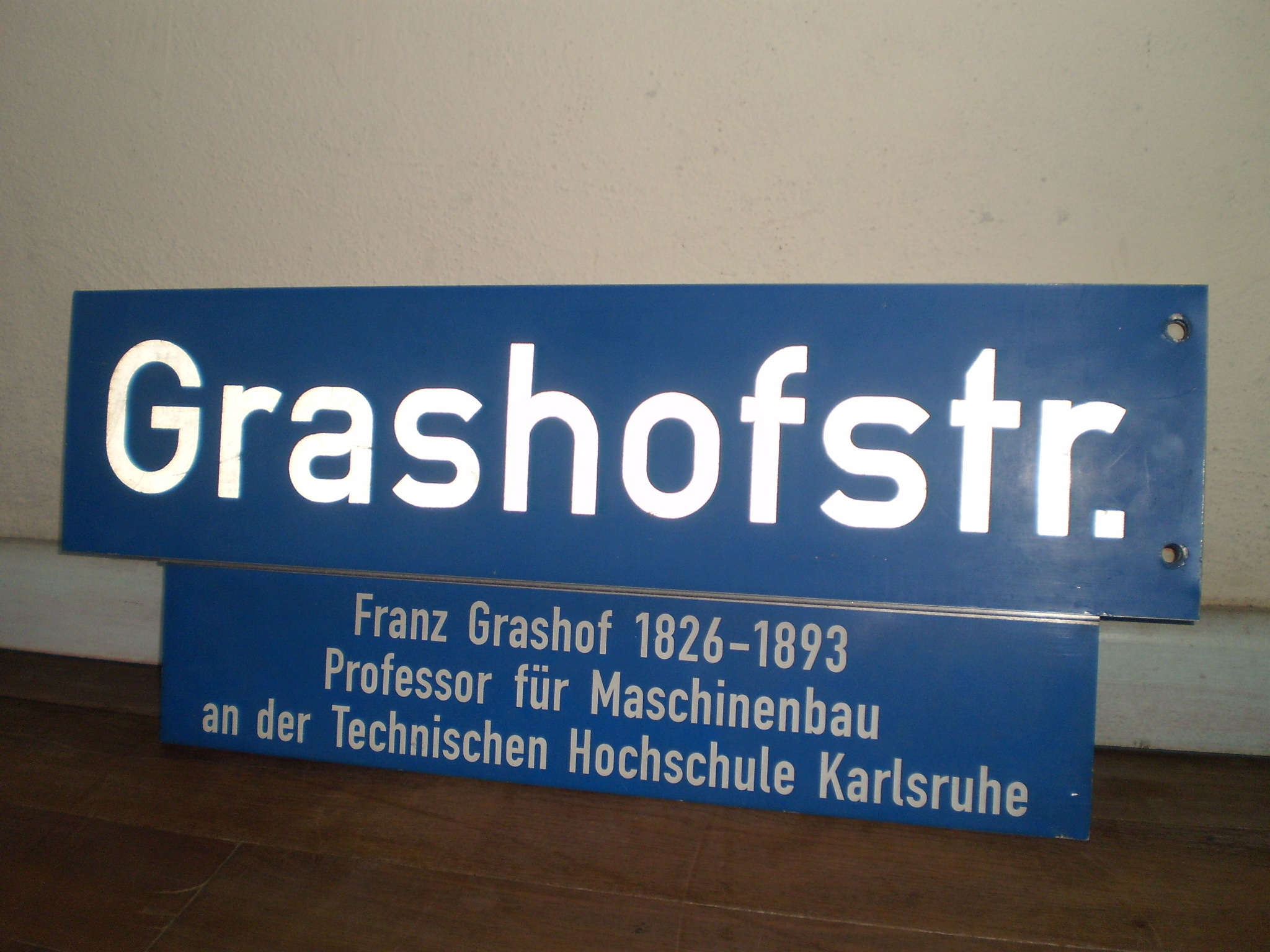
Tablica z nazwą ulicy w Karlsruhe

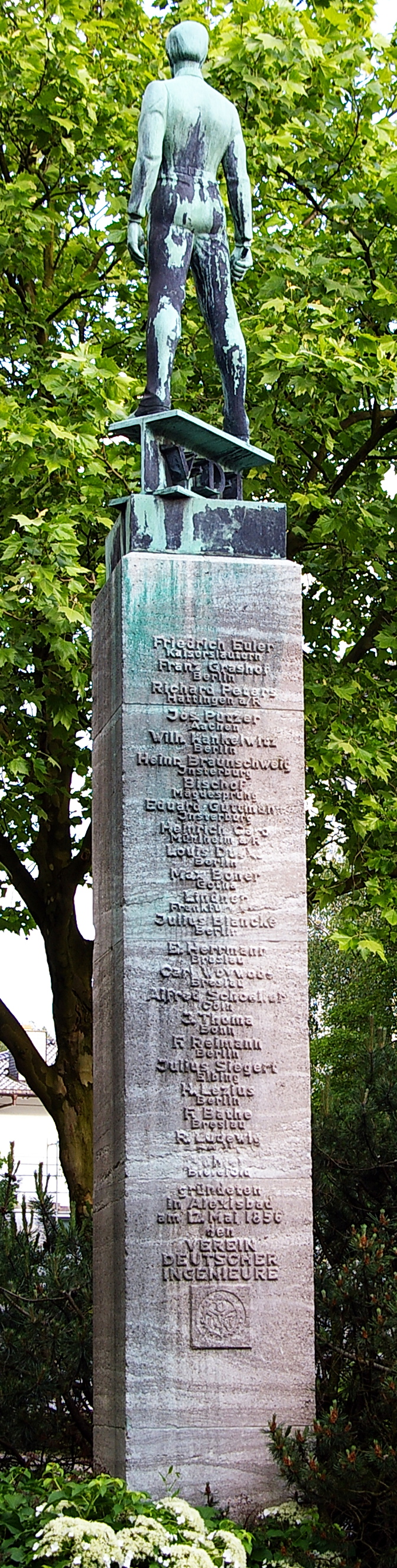
Monument Düsseldorfie, poświęcony założycielom VDI

Franz Grashof (ur. 11 lipca 1826 w Düsseldorfie, zm. 26 października 1893 w Karlsruhe) – niemiecki inżynier-mechanik, naukowiec, profesor teoretycznego maszynoznawstwa w Karlsruher Institut für Technologie, jeden z twórców Verein Deutscher Ingenieure.

## Życiorys

### Dzieciństwo i młodość
Był synem nauczyciela-humanisty. Uczęszczał do szkoły w Düsseldorfie. Od wczesnych lat interesował się mechaniką, ucząc się ślusarstwa; uczęszczał też do szkoły handlowej. W 1844 r. wyjechał do Berlina, gdzie przez trzy lata studiował w Gewerbe-Institut matematykę, fizykę i budowę maszyn, zamierzając pracować w hutnictwie.
W następnych latach (1848–1851) służył jako ochotnik na statku żaglowym w Kriegsflotte des Deutschen Bundes; odwiedził Holenderskie Indie Wschodnie i Australię. W czasie rejsów przekonał się, że powinien wrócić na studia inżynierskie (nie miał predyspozycji do aktywności fizycznej i był krótkowzroczny); studia skończył w Berlinie w 1852 r.

### Praca zawodowa
Od 1852 r. był w dzisiejszym Uniwersytecie Technicznym w Berlinie wykładowcą matematyki stosowanej, a w 1854 r. został członkiem Gewerbe-Institut – wykładowcą matematyki i mechaniki. Od 1 stycznia 1855 r. był też dyrektorem Königlichen Eichamt (Królewskie Biuro Standardów).
Należał do grupy 23 młodych inicjatorów założenia działającego do dzisiaj Stowarzyszenia Inżynierów Niemieckich – Verein Deutscher Ingenieure. VDI utworzono w roku 1856; Grashofowi powierzono funkcję przewodniczącego i redaktora wydawnictw VDI.
W 1863 został – jako następca Ferdynanda Redtenbachera (1809–1863) – profesorem inżynierii mechanicznej (Professor of Applied Mechanics and Mechanical Engineering) w Karlsruher Institut für Technologie (KIT); wykładał wytrzymałość materiałów, hydraulikę, termodynamikę i inżynierię ogólną. Jego wykłady charakteryzowała precyzja i jasność języka. Pracował w KIT do końca kariery zawodowej (1891), odrzucając ofertę z RWTH Aachen i dwie z Monachium.
W roku 1883 doznał udaru mózgu, co ograniczyło jego aktywność. W tymże roku został członkiem Komisji Standardów, a w 1887 r. – członkiem zarządu Biura Standardów.

## Publikacje i działalność wydawnicza
Opracowywaniem specjalistycznych publikacji Grashof zajął się już w czasie studiów, pod wpływem swojego nauczyciela, Augusta Druckenmüllera, który zachęcał studentów do współpracy w przygotowywaniu podręcznika z fizyki, zawierającego rozdział „mechanika stosowana”.
W późniejszych latach pisał wiele fachowych tekstów lub współpracował przy opracowywaniu prac zespołowych, w tym publikowanych przez nowe wydawnictwo VDI, które utworzył i którym kierował od 1857 r. przez 34 lata. W tym wydawnictwie opublikował w latach 1857–1885 ponad 40 własnych artykułów. Spośród innych prac, dostępnych w Niemieckiej Bibliotece Narodowej i innych bibliotekach świata, najczęściej są wymieniane:
- Angewandte Mechanik, w: Gustav Karsten, Allgemeine Encyklopädie der Physik, vol. V (Leipzig, 1856–1862)
- Festigkeitslehre mit Rücksicht auf den Maschinenbau, Berlin (1866); wyd. 2 Theorie der Elastizität und Festigkeit, Berlin (1878),
- Resultate der mechanischen Wämetheorie, Heidelberg (1870),
- Theoretische Maschinenlehre, 3 tomy, Leipzig (1871–1886),

Podręcznik Theoretische Maschinenlehre – podstawa wiedzy większości inżynierów-mechaników w XIX w. – był przez studentów i profesorów nazywany po prostu „Grashof”.
Publikacje Grashofa walnie przyczyniły się do uznania działalności badawczej w dyscyplinach technicznych za pracę naukową.

## Wyróżnienia i upamiętnienie
- Franz Grashof jest wymieniany przez specjalistów jako jeden z pionierów nauki o wymianie ciepła[4][3]. Analizie jego dorobku poświęcono wiele opublikowanych prac naukowych, m.in.[2]:

– H. Lorenz Die wissenschaftlichen Leistungen F. Grashofs w: Beitrläge zur Gesechite del Industrie und Technik, 16 (1926), s. 1–12,
– C. Matschoss, Männer der Technik (Düsseldorf, 1925), s. 94,
– K. Nesselmann, w: Neue deutsche Biographie, VI (Berlin, 1964), s. 746,
– R. Plank, Franz Grashof als Lehrer und Forscher w: Zeitschrift des Vereins deutscher Ingenieure, 70 (1926), s. 28.
- Dla uhonorowania tych zasług jego imię nadano dwóm liczbom kryterialnym, odgrywającym dużą rolę w inżynierii procesowej, np. liczba Grashofa (Gr), stosowana w obliczeniach dotyczących wymiany ciepła i w mechanice płynów w celu ustalenia granicy między przepływem laminarnym i burzliwym (tej granicy odpowiada krytyczna liczba Gr)[2].
- Uniwersytet w Rostocku przyznał Grashofowi w roku 1860 tytuł Doctor honoris causa[2].
- Verein Deutscher Ingenieure w roku 1883 nadało mu honorowe członkostwo VDI[2], a po jego śmierci ustanowiło Grashof Commemorative Medal – najwyższe odznaczenie za zasługi w zakresie umiejętności technicznych[2][6].
- Nazwisko Franza Grashofa umieszczono na monumencie upamiętniającym założenie VDI, stojącym przed siedzibą stowarzyszenia w Düsseldorfie.
- W Karlsruhe ustawiono w dzielnicy Südweststadt pomnik Franza Grashofa[10] i nadano jego imię jednej z ulic.

## Życie prywatne
Franz Grashof był żonaty i miał dwoje dzieci. Zmarł 26 października 1893 r. – dwa lata po drugim udarze mózgu – w Karlsruhe.